# Kortslutning (single)
|  | Sammenskrivningsforslag Artiklen Kortslutning (single) er foreslået føjet ind i Kortslutning (album). (Siden april 2021) Diskutér forslaget |

 For alternative betydninger, se Kortslutning (flertydig). (Se også artikler, som begynder med Kortslutning)
"Kortslutning" er den anden single fra den danske pop punk-sangerinde Celina Rees debutalbum Kortslutning.